# Bartenheim

Bartenheim este o comună în departamentul Haut-Rhin din estul Franței. În 2009 avea o populație de 3.594 de locuitori.

## Evoluția populației
| An        | 1975  | 1982  | 1990  | 1999  | 2006  | 2009  |
| --------- | ----- | ----- | ----- | ----- | ----- | ----- |
| Populație | 2.413 | 2.452 | 2.483 | 2.913 | 3.437 | 3.594 |